# Hyrcanypena
Hyrcanypena là một chi bướm đêm thuộc họ Erebidae.